# ساتيرة
الساتيرة (الاسم العلمي: Satyrus) هي جنس من الحشرات يتبع الفصيلة الحورائيات من رتبة حرشفيات الأجنحة.

## أنواع الساتيرة
- ساتيرة إيرانية
- ساتيرة سخامية
- ساتيرة سوداء
- ساتيرة فافونيوسية
- ساتيرة فربيوسية
- ساتيرة فرثية
- ساتيرة قزمة
- (الاسم العلمي:Satyrus stheno)
- (الاسم العلمي:Satyrus amasinus)
- (الاسم العلمي:Satyrus effendi)
- (الاسم العلمي:Satyrus daubi)
- (الاسم العلمي:Satyrus pimpla)
- (الاسم العلمي:Satyrus orphei)